# 劉耀枢
劉 耀枢（りゅう ようすう、生没年不詳）は、十国南漢の初代皇帝の高祖劉龑の長男。

## 生涯
南漢の高祖劉龑には19人の男子がおり、劉耀枢はその長男であった。生母は不詳。大有5年（932年）に邕王に封ぜられるが、ほどなく死去した。
私撰の史書である『十国春秋』巻61・南漢4・列伝と、『南漢書』巻8・諸王公主列伝・高祖諸子部に立伝されているものの、いずれの記述もわずか1行であり、他の事績はまったく知られていない。なお、南漢の第2代皇帝の殤帝劉玢は劉龑の三男である。